# 크리스티안스타드주

크리스티안스타드 주의 문장

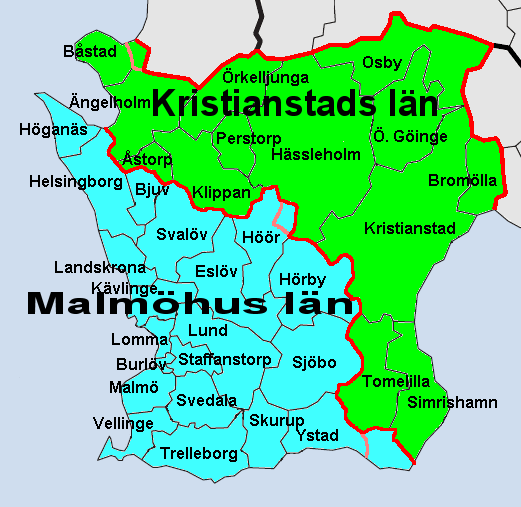
스코네 주로 합병된 2개 주의 위치 (초록색으로 표시된 주가 크리스티안스타드 주)

크리스티안스타드주(스웨덴어: Kristianstads län)는 과거 스웨덴에 존재했던 주로 주도는 크리스티안스타드였으며 1719년부터 1996년 12월 31일까지 존재했다.
1997년 1월 1일을 기해 말뫼후스 주와 함께 스코네주로 합병되면서 폐지되었다.